# Sarvaš
Sarvaš är en ort i Kroatien.   Den ligger i länet Baranja, i den östra delen av landet, 220 km öster om huvudstaden Zagreb. Sarvaš ligger 90 meter över havet och antalet invånare är 1 547.
Terrängen runt Sarvaš är mycket platt. Runt Sarvaš är det ganska tätbefolkat, med 60 invånare per kvadratkilometer. Närmaste större samhälle är Osijek, 11,5 km väster om Sarvaš. Trakten runt Sarvaš består till största delen av jordbruksmark.